# Marsdenia grandis
Marsdenia grandis är en oleanderväxtart som beskrevs av P.I. Forster. Marsdenia grandis ingår i släktet Marsdenia och familjen oleanderväxter. Inga underarter finns listade i Catalogue of Life.